# GTS Central Europe
GTS Central Europe (GTSCE) este o companie de telecomunicații din Europa.
Este unul dintre cei mai importanți operatori alternativi de servicii de telecomunicații din Europa Centrală, cu operațiuni în România (GTS Telecom), Republica Cehă, Polonia, Ungaria (GTS Datanet), Slovacia (GTS Nextra), Ucraina, Letonia, Bulgaria, Croația și Serbia.
Compania furnizează pentru segmentul de business soluții de transport, comunicații de date, servicii internet, soluții de voce și hosting.

## Număr de angajați:
- 2010: 1.300[4]
- 2007: 1.500[2]

## Cifra de afaceri:
| Anul          | 2009  | 2008 | 2007 | 2006 |
| ------------- | ----- | ---- | ---- | ---- |
| milioane euro | 384,5 | 436  | 400  | 382  |

## Istoric
În 1993 se înființa primul ISP Comercial din România - Eunet, cumpărat de grupul KPNQWEST, o companie controlată de operatorul american Qwest Communication și de KPN Holding. Ulterior KPN QWEST achiziționează furnizorul de telecom GTS Telecom și îl intregrează în rețeaua sa. În aproximativ 8 luni de la achiziție grupul KPN QWEST intra în faliment. Operațiunile din Europa Centrală și de Est intră sub controlul grupului Menatep care, neavând dreptul legal să folosească brandul KPN QWEST, preia denumirea de GTS Central Europe, brand care rămăsese în activele companiei.
În august 2002, compania rusă Antel Holdings Ltd, subsidiară a grupului Menatep, a preluat integral capitalul societății GTS Central Europe Holdings BV.
În anul 2005, GTS Central Europe a cumpărat în Republica Cehă companiile Contractel și Telenor Networks, care aveau operațiuni și în Slovacia.
În mai 2008, compania a fost preluată integral de un consorțiu format din fonduri private de investiții, condus de Columbia Capital și M/C Venture Partners, din Statele Unite.
Alte fonduri de investiții participante la tranzacție au fost Innova Capital, specializat în regiunea Europei Centrale, precum și HarbourVest Partners, Oak Investment Partners și Bessemer Venture Partners.
În anul 2010, GTS a cumpărat operatorul Datek din România, precum și operatorul Dial Telecom din Slovacia.
În ianuarie 2011, GTS a achiziționat firma Sitel Data Center, operatorul celui mai mare nod de Internet independent din Cehia.
Sitel Data Center, cu cifra de afaceri estimată la 6,3 milioane euro în 2010, găzduiește cel mai mare punct de peering din Europa Centrală și de Est.